# Michael Melchior
Rabino Michael Melchior, em hebraicoמיכאל מלכיאור, (Copenhague, 31 de Janeiro de 1954) é um político israelense, membro do partido Labur e membro da Knesset.
Nasceu em uma família de rabinos na Dinamarca. Melchior emigrou a Israel em 1985. Era o chefe rabino da Noruega. Desde 1999 é ministro da sociedade e das comunidades judaicas mundiais. Ele representa uma linha política moderada e social-democrata e com descendentes em Portugal.